# The Strip
The Strip é um filme norte-americano de 1951, do gênero drama policial, dirigido por László Kardos e estrelado por Mickey Rooney e Sally Forrest.
The Strip é uma rara produção B da MGM, estúdio para o qual Mickey Rooney voltou, após ausência de três anos. O título original refere-se ao segmento do Hollywood Boulevard dedicado à vida noturna.
O principal destaque são os números de jazz executados por Louis Armstrong, Earl Hines, Jack Teagarden e Barney Bigard. O filme, inclusive, recebeu uma indicação ao Oscar, pela canção "A Kiss to Build a Dream on", interpretada tanto por Armstrong quanto, em dueto, por Mickey Rooney e William Demarest.

## Sinopse
Stanley Maxton é um baterista que cai na órbita do agente de apostas Sunny Johnson. Ele apresenta a inexperiente atriz Jane Tafford a Johnson, na esperança de que este contacte seus conhecidos em Hollywood e ajude a moça a se tornar um sucesso. Stanley procura se afastar daquele círculo perigoso para tocar bateria no nightclub do amigo Fluff. Quando Johnson arma uma jogada para Jane, Stanley interfere e é surrado pelos capangas de Johnson. A resposta de Jane resulta em tragédia para todos.

## Premiações
| Patrocinador                                  | Prêmio | Categoria              | Situação |
| --------------------------------------------- | ------ | ---------------------- | -------- |
| Academia de Artes e Ciências Cinematográficas | Oscar  | Melhor Canção Original | Indicado |

## Elenco
| Ator/Atriz          | Personagem        |
| ------------------- | ----------------- |
| Mickey Rooney       | Stanley Maxton    |
| Sally Forrest       | Jane Tafford      |
| William Demarest    | Fluff             |
| James Craig         | Sunny Johnson     |
| Kay Brown           | Edna              |
| Louis Armstrong     | Louis Armstrong   |
| Tommy Rettig        | Artie Ardrey      |
| Tom Powers          | Detetive Bonnabel |
| Jonathan Cott       | Behr              |
| Tommy Farrell       | Boynton           |
| Myrna Dell          | Paulette Ardrey   |
| Jacqueline Fontaine | Frieda            |
| Vic Damone          | Vic Damone        |
| Monica Lewis        | Monica Lewis      |